# San Manuel Chaparrón
San Manuel Chaparrón é uma cidade da Guatemala do departamento de Jalapa.